# Tomografie

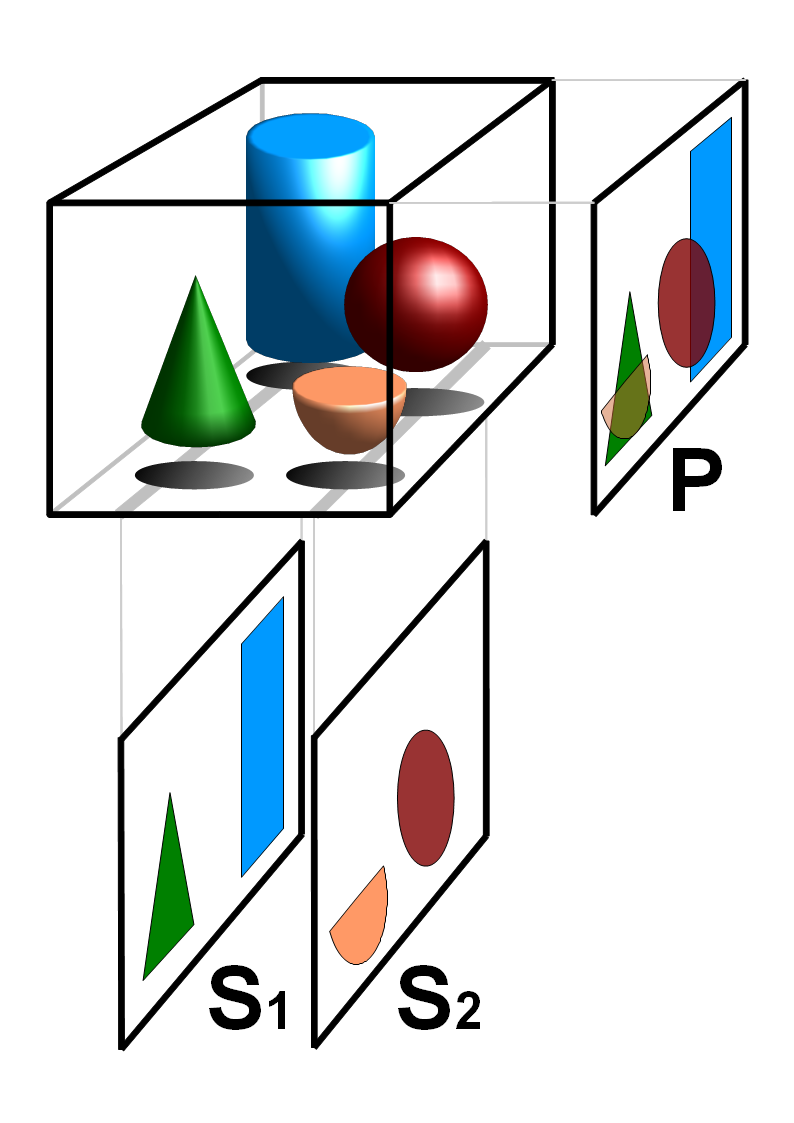
Basisprincipe van tomografie. Voor uitleg zie tekst

Onder tomografie wordt verstaan het op non-invasieve wijze maken van een tweedimensionale afbeelding die een doorsnede weergeeft van een driedimensionaal object. Dat object kan een menselijk lichaam, een dier, een plant of een dood voorwerp zijn. Het woord is gevormd uit het Oudgriekse τόμος tomos (snede) en γρᾰ́φειν graphein (schrijven).
Vroeger werden tomogrammen gemaakt met een röntgenapparaat waarin zowel de röntgenbron als de gevoelige plaat tijdens de opname zodanig werden bewogen dat alleen een dunne laag (de "tomos") op het denkbeeldige draaipunt van deze bewegingen scherp werd afgebeeld. Tegenwoordig vindt dit proces plaats door elektronisch veelvuldige opnamen (projecties) te maken en die te reconstrueren met een computerprogramma. Men spreekt daarom van computertomografie. Het gebruik van een computer maakt het mogelijk om meerdere lagen af te beelden en daaruit een ruimtelijk beeld te construeren. De (algemene) term CT-scan slaat dus alleen op de manier waarop de afzonderlijke beelden geïntegreerd worden tot een ruimtelijk beeld, en staat dus in principe los van de gebruikte beeldvormende techniek. De term CT-scan wordt specifiek ook gebruikt voor het maken van beelden met behulp van röntgenstraling.
Nevenstaande afbeelding toont het basisprincipe. P is het rechter zijaanzicht van de ruimtelijke figuur aan de linkerkant; alsof je een foto hebt gemaakt waarin uiteraard de diepte ontbreekt. S1 en S2 zijn twee doorsneden, op verschillende dieptes. In deze doorsnedes zijn gedeeltes zichtbaar die in het rechter zijaanzicht P aan het zicht onttrokken zijn.

## Tomografie in de geneeskundige diagnostiek
In de geneeskundige diagnostiek kunnen beeldvormende technieken worden gebruikt om op non-invasieve wijze dunne doorsnedes van het lichaam of van een lichaamsdeel te maken. Door deze doorsnedes vanuit zo veel mogelijk verschillende richtingen te maken, kan een computer hiervan een driedimensionaal beeld genereren.
Het basisprincipe van de klassieke röntgentomografie is in 1930 ontwikkeld door de radioloog Alessandro Vallebona in Genua.
Afhankelijk van de gebruikte beeldvormende techniek worden verschillende varianten onderscheiden. In de geneeskunde zijn vooral de volgende tomografische procedés van belang:
- Klassieke röntgentomografie (tegenwoordig nauwelijks meer gebruikt)
- Ultrasone tomografie (echografie)
- Magnetische-resonantietomografie (MRI, magnetic resonance imaging)
- Positronemissietomografie (PET-scan)
- Single Photon Emission Computed Tomography (SPECT-scan)
- Optische coherentietomografie (OCT)
- Elektrische-impedantietomografie (EIT).

## Tomografie op andere terreinen
Akoestische tomografie wordt gebruikt bij de stabiliteitsanalyse van een boom. De werking ervan is gebaseerd op de snelheid waarmee een geluidsgolf zich voortplant door de stam. In gezond hout is deze constant, maar wanneer de golf door gedegradeerd hout gaat, daalt de snelheid. Deze daling is recht evenredig met de verzwakking in het hout. De tomograaf bestaat uit 8 tot 12 sondes die rond de stam of rond een tak kunnen geplaatst worden. Via een nagel die door de schors wordt geklopt, heeft de sonde contact met het hout. Elke sonde wordt op zijn beurt geactiveerd en stuurt een geluidssignaal doorheen het hout naar de andere sondes. Op basis van de snelheid van deze signalen tussen de verschillende sondes wordt een tweedimensionaal beeld van de stam berekend. Op dit beeld, het tomogram, staan de verschillende snelheden weergegeven met fictieve kleuren.
De analyse van dit tomogram laat toe om het aandeel zwak hout te berekenen, evenals de dikte van het resterende sterke hout. Met deze parameters wordt dan de stabiliteit berekend en kan een wetenschappelijk onderbouwde argumentatie geconstrueerd worden voor verdere behandeling, of uiteindelijke liquidatie, van de boom.
Het voordeel van deze techniek is dat hij niet-invasief is en dus vele keren op dezelfde boom kan uitgevoerd worden. Dit in tegenstelling tot invasieve technieken, die de verdediging van de boom doorboren en zo een vrije toegang tot het binnenste van de boom bieden aan verschillende ziektes.
Deze techniek, die oorspronkelijk uit Duitsland komt, wordt bij de zogenaamde visual tree assessment door enkele boomverzorgers toegepast.